# Stuart Long
Stuart Ignatius Long (Seattle, Washington, 26 de julho de 1963 – Helena, Montana, 09 de junho de 2014) foi um boxeador e presbítero católico.

## Biografia
Stuart nasceu em Seattle no dia 26 de Julho de 1963, filho de William "Bill" Long e Kathleen (Kindrick) Long. Enquanto era criança, seus pais se mudaram de volta a sua cidade natal, Helena, Montana. Teve um irmão mais novo, Stephen, que morreu de meningococcus com quatro anos de idade, e uma irmã, Amy. Graduou o Ensino Médio na escola Capital High School em Helena em 1981, onde jogou futebol americano e luta.
Stuart frequentou o Carroll College, uma faculdade católica privada em Helena. Jogou futebol por dois anos e começou a lutar boxe. Em 1985, Stuart venceu o título Golden Gloves peso-pesado pelo estado de Montana; ele ficou em vice-lugar em 1986. Graduou em Carroll em 1986, com um diploma de literatura inglesa e redação.
Estudou na Universidade Franciscana de Steubenville.
Está enterrado no Resurrection Cemetery, no Condado de Lewis and Clark, estado de Montana.

## FilmeFather Stu
O drama Father Stu (pt-BR: Luta pela Fé - A História do Padre Stu), lançado em 2022, é um filme americano baseado em sua biografia. O ator católico Mark Wahlberg faz o papel do sacerdote e Mel Gibson, de pai.
O ator Mark Wahlberg escolheu fazer o filme sobre a biografia do padre Stuart Long pelo impacto que ela teve em sua vida.